# Chrysolina shapaensis
Chrysolina shapaensis é uma espécie de artrópode pertencente à família Chrysomelidae.